# Boeing 747 Dreamlifter
Boeing 747 Dreamlifter je dopravní nákladní letoun vyvinutý z Boeingu 747, bývalého největšího dopravního letadla na světě. Boeing 747 Dreamlifter byl vyroben pro přepravu velkých dílů letounu Boeing 787 Dreamliner od subdodavatelů k závěrečné montáži. Objem má 1840 m3, což je o 620 m3 více než měl největší letoun světa Antonov An-225 Mrija.

## Specifikace
- Délka: 71,68 m
- Rozpětí: 64,4 m
- Rychlost: 878 km/h
- Dolet: 7800 km

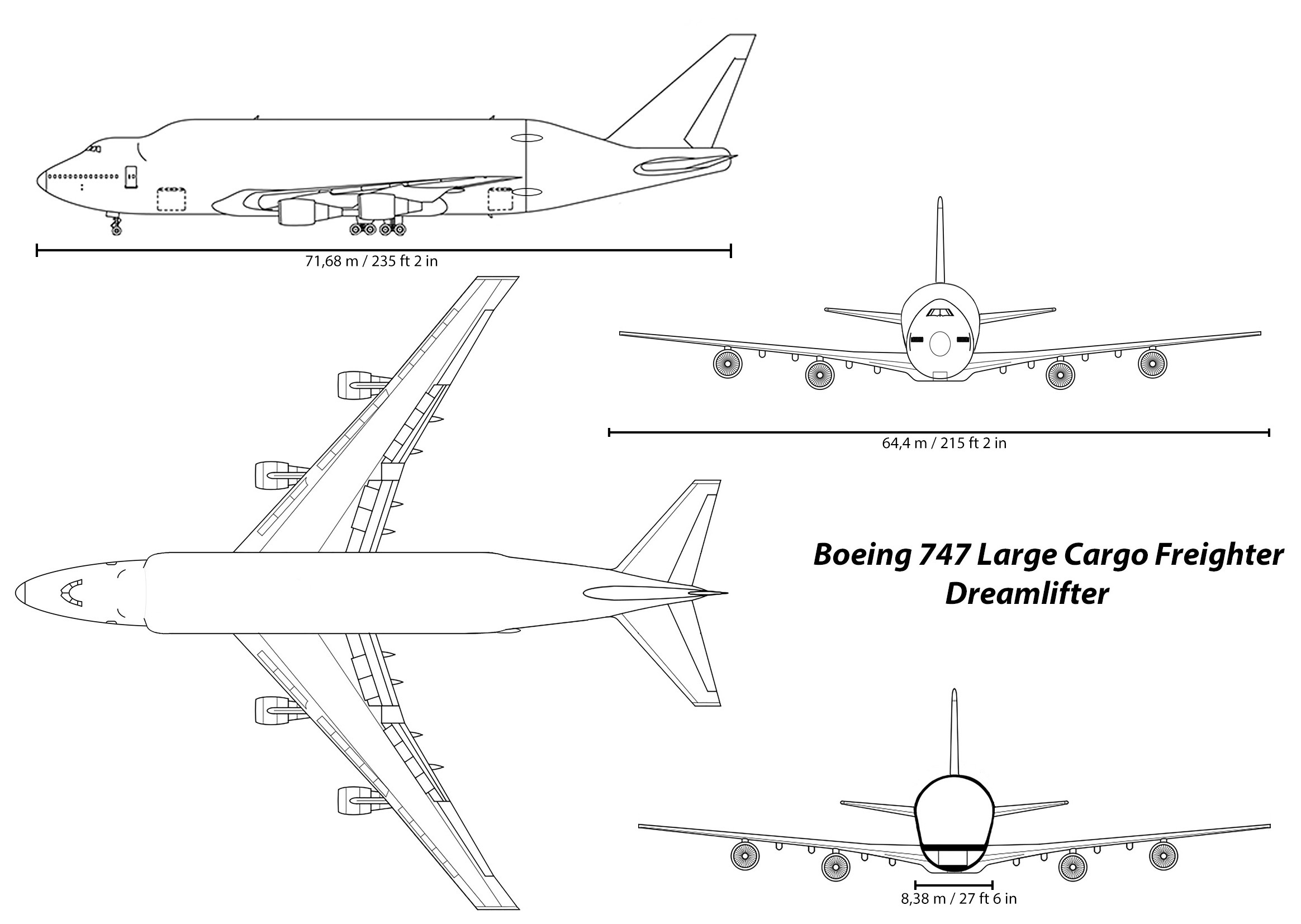
Nákres Boeingu 747-400LCF Dreamlifter

- Objem nákladového prostoru: 1840 m3
- Max. vzletová hmotnost: 364 235 kg